# Hackelia obtusifolia
Hackelia obtusifolia är en strävbladig växtart som beskrevs av Robert Reid Mill. Hackelia obtusifolia ingår i släktet Hackelia och familjen strävbladiga växter. Inga underarter finns listade i Catalogue of Life.